# Caixon
Caixon est une commune française située dans le nord du département des Hautes-Pyrénées, en région Occitanie. Sur le plan historique et culturel, la commune est dans l’ancien comté de Bigorre, comté historique des Pyrénées françaises et de Gascogne.
Exposée à un climat de montagne, elle est drainée par le Lys, le canal de Luzerte et par divers autres petits cours d'eau. La commune possède un patrimoine naturel remarquable composé de deux zones naturelles d'intérêt écologique, faunistique et floristique.
Caixon est une commune rurale qui compte 346 habitants en 2022. Elle fait partie de l'aire d'attraction de Tarbes..
Ses habitants sont appelés les Caixonais.

## Géographie

### Localisation
La commune de Caixon se trouve dans le département des Hautes-Pyrénées, en région Occitanie.
Elle se situe à 20 km à vol d'oiseau de Tarbes, préfecture du département, et à 3 km de Vic-en-Bigorre, bureau centralisateur du canton de Vic-en-Bigorre dont dépend la commune depuis 2015 pour les élections départementales.
La commune fait en outre partie du bassin de vie de Vic-en-Bigorre.
Les communes les plus proches sont : 
Nouilhan (1,8 km), Vic-en-Bigorre (3,4 km), Larreule (4,0 km), Sanous (4,0 km), Labatut (4,1 km), Artagnan (4,1 km), Monségur (4,1 km), Saint-Lézer (4,6 km).
Sur le plan historique et culturel, Caixon fait partie de l’ancien comté de Bigorre, comté historique des Pyrénées françaises et de Gascogne créé au IXe siècle puis rattaché au domaine royal en 1302, inclus ensuite au comté de Foix en 1425 puis une nouvelle fois rattaché au royaume de France en 1607. La commune est dans le pays de Tarbes et de la Haute Bigorre.
|                                          | Larreule | Nouilhan       |
| Labatut-Figuières (Pyrénées-Atlantiques) | Caixon   |                |
| Lamayou (Pyrénées-Atlantiques)           |          | Vic-en-Bigorre |

### Hydrographie

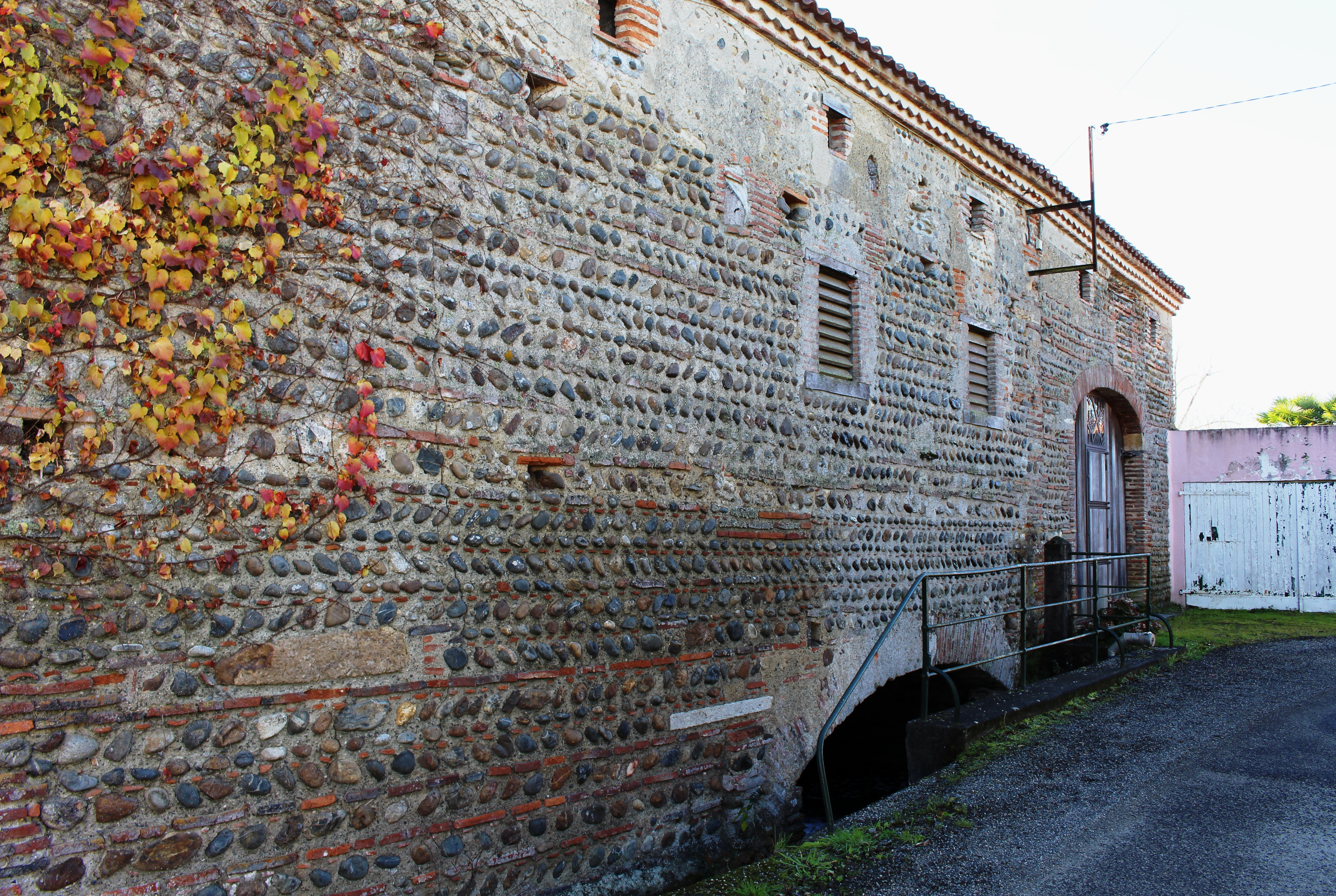
Le moulin à eau en 2017.

Elle est drainée par le Lys, le canal de Luzerte et par divers petits cours d'eau, constituant un réseau hydrographique de 14 km de longueur totale,.
Le Lys, d'une longueur totale de 29,6 km, prend sa source dans la commune de Ger et s'écoule du sud vers le nord. Il traverse la commune et se jette dans l'Échez à Larreule, après avoir traversé 10 communes.
Le canal de Luzerte, d'une longueur totale de 10,1 km, prend sa source dans la commune de Siarrouy et s'écoule du sud vers le nord. Il traverse la commune et se jette dans le Lys à Caixon, après avoir traversé 5 communes.

### Climat
Le climat est tempéré de type océanique, en raison de l'influence proche de l'océan Atlantique situé à peu près 150 km plus à l'ouest. La proximité des Pyrénées fait que la commune profite d'un effet de foehn, il peut aussi y neiger en hiver, même si cela reste inhabituel.
| Mois                              | jan.  | fév.  | mars  | avril | mai   | juin  | jui.  | août  | sep.  | oct.  | nov.  | déc.  | année   |
| --------------------------------- | ----- | ----- | ----- | ----- | ----- | ----- | ----- | ----- | ----- | ----- | ----- | ----- | ------- |
| Température minimale moyenne (°C) | 0,6   | 1,3   | 2,7   | 5,2   | 8,3   | 11,6  | 14,1  | 13,9  | 11,7  | 8     | 3,6   | 1,3   | 6,9     |
| Température moyenne (°C)          | 5,3   | 6,1   | 7,8   | 10    | 13,3  | 16,7  | 19,3  | 19    | 17,2  | 13,3  | 8,5   | 5,8   | 11,9    |
| Température maximale moyenne (°C) | 9,9   | 11    | 12,9  | 14,8  | 18,3  | 21,7  | 24,5  | 24    | 22,6  | 18,6  | 13,4  | 10,4  | 16,8    |
| Ensoleillement (h)                | 108,8 | 118,8 | 155,6 | 157,2 | 181,3 | 191,5 | 215,5 | 196,4 | 194,5 | 164,4 | 124,4 | 104,4 | 1 912,8 |
| Précipitations (mm)               | 112,8 | 97,5  | 100,2 | 105,7 | 113,6 | 80,7  | 57,3  | 70,3  | 71    | 85,2  | 93    | 112,1 | 1 099,4 |

### Milieux naturels et biodiversité
L’inventaire des zones naturelles d'intérêt écologique, faunistique et floristique (ZNIEFF) a pour objectif de réaliser une couverture des zones les plus intéressantes sur le plan écologique, essentiellement dans la perspective d’améliorer la connaissance du patrimoine naturel national et de fournir aux différents décideurs un outil d’aide à la prise en compte de l’environnement dans l’aménagement du territoire.
Une ZNIEFF de type 1 est recensée sur la commune :
le « réseau hydrographique de l'Échez » (392 ha), couvrant 26 communes dont trois dans les Pyrénées-Atlantiques et 23 dans les Hautes-Pyrénées et une ZNIEFF de type 2, : 
le « plateau de Ger et coteaux de l'ouest tarbais » (6 409 ha), couvrant 26 communes dont six dans les Pyrénées-Atlantiques et 20 dans les Hautes-Pyrénées.

## Urbanisme

### Typologie
Au 1er janvier 2024, Caixon est catégorisée commune rurale à habitat dispersé, selon la nouvelle grille communale de densité à sept niveaux définie par l'Insee en 2022.
Elle est située hors unité urbaine. Par ailleurs la commune fait partie de l'aire d'attraction de Tarbes, dont elle est une commune de la couronne,. Cette aire, qui regroupe 153 communes, est catégorisée dans les aires de 50 000 à moins de 200 000 habitants,.

### Occupation des sols
L'occupation des sols de la commune, telle qu'elle ressort de la base de données européenne d’occupation biophysique des sols Corine Land Cover (CLC), est marquée par l'importance des territoires agricoles (67 % en 2018), en diminution par rapport à 1990 (68,1 %). La répartition détaillée en 2018 est la suivante : 
terres arables (67 %), forêts (27,7 %), zones urbanisées (4,9 %), milieux à végétation arbustive et/ou herbacée (0,4 %).
L'IGN met par ailleurs à disposition un outil en ligne permettant de comparer l’évolution dans le temps de l’occupation des sols de la commune (ou de territoires à des échelles différentes). Plusieurs époques sont accessibles sous forme de cartes ou photos aériennes : la carte de Cassini (XVIIIe siècle), la carte d'état-major (1820-1866) et la période actuelle (1950 à aujourd'hui).

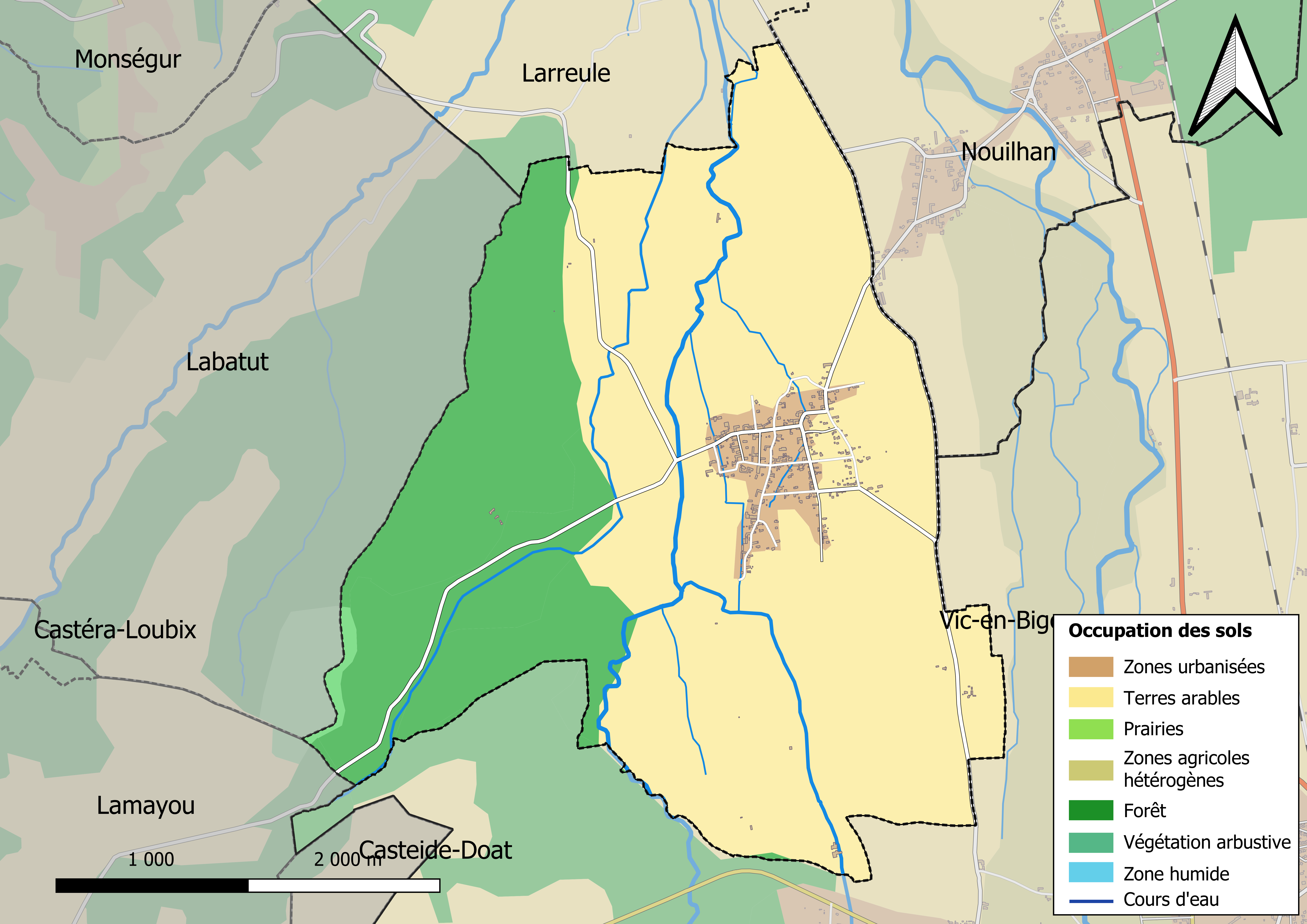
Carte des infrastructures et de l'occupation des sols en 2018 (CLC) de la commune.
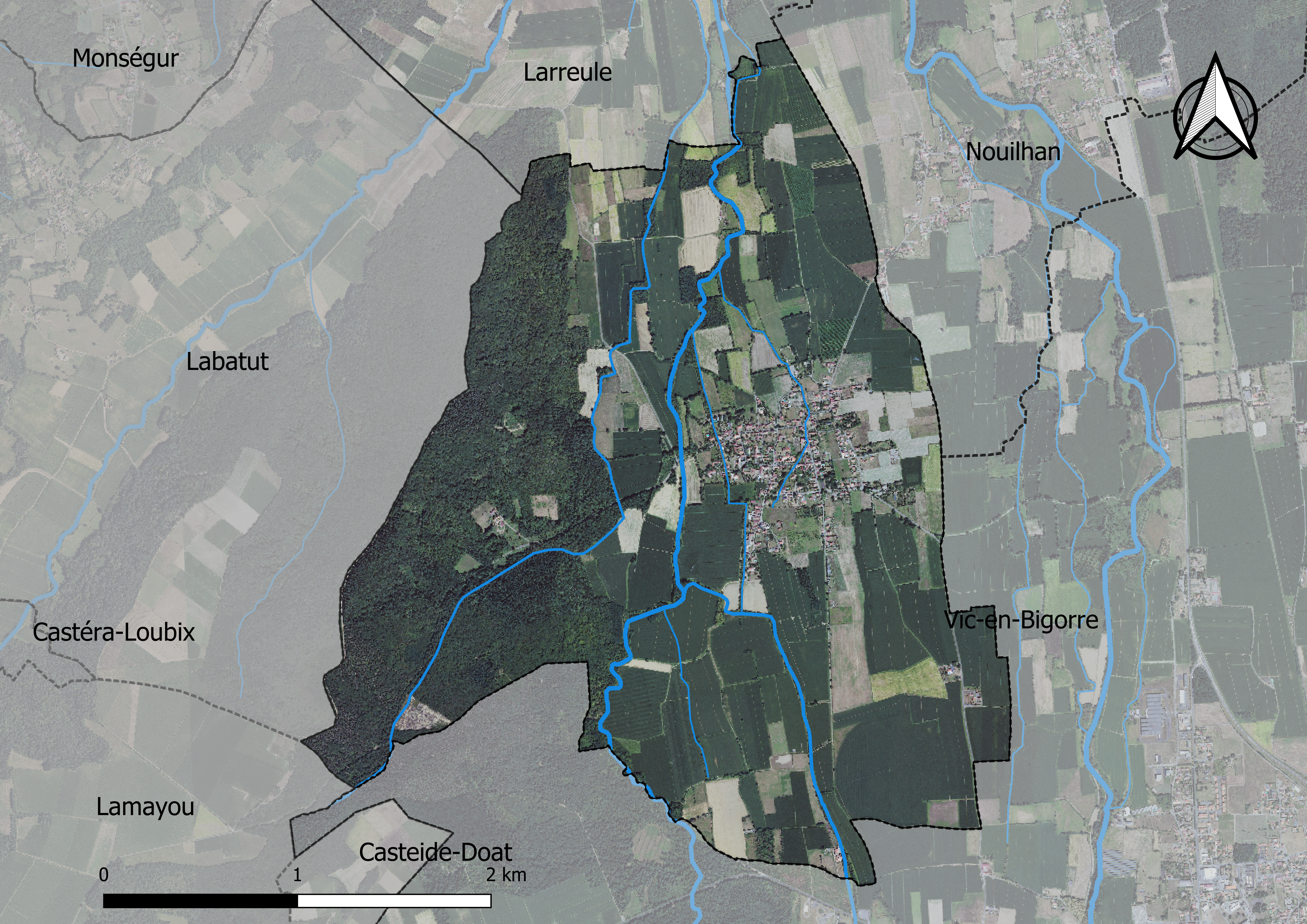
Carte orthophotogrammétrique de la commune.

### Logement
En 2012, le nombre total de logements dans la commune est de 168.

Parmi ces logements, 84.0  % sont des résidences principales, 6.8  % des résidences secondaires 9.2  % des logements vacants.

Sélection de vues de l'habitat et des rues de Caixon.
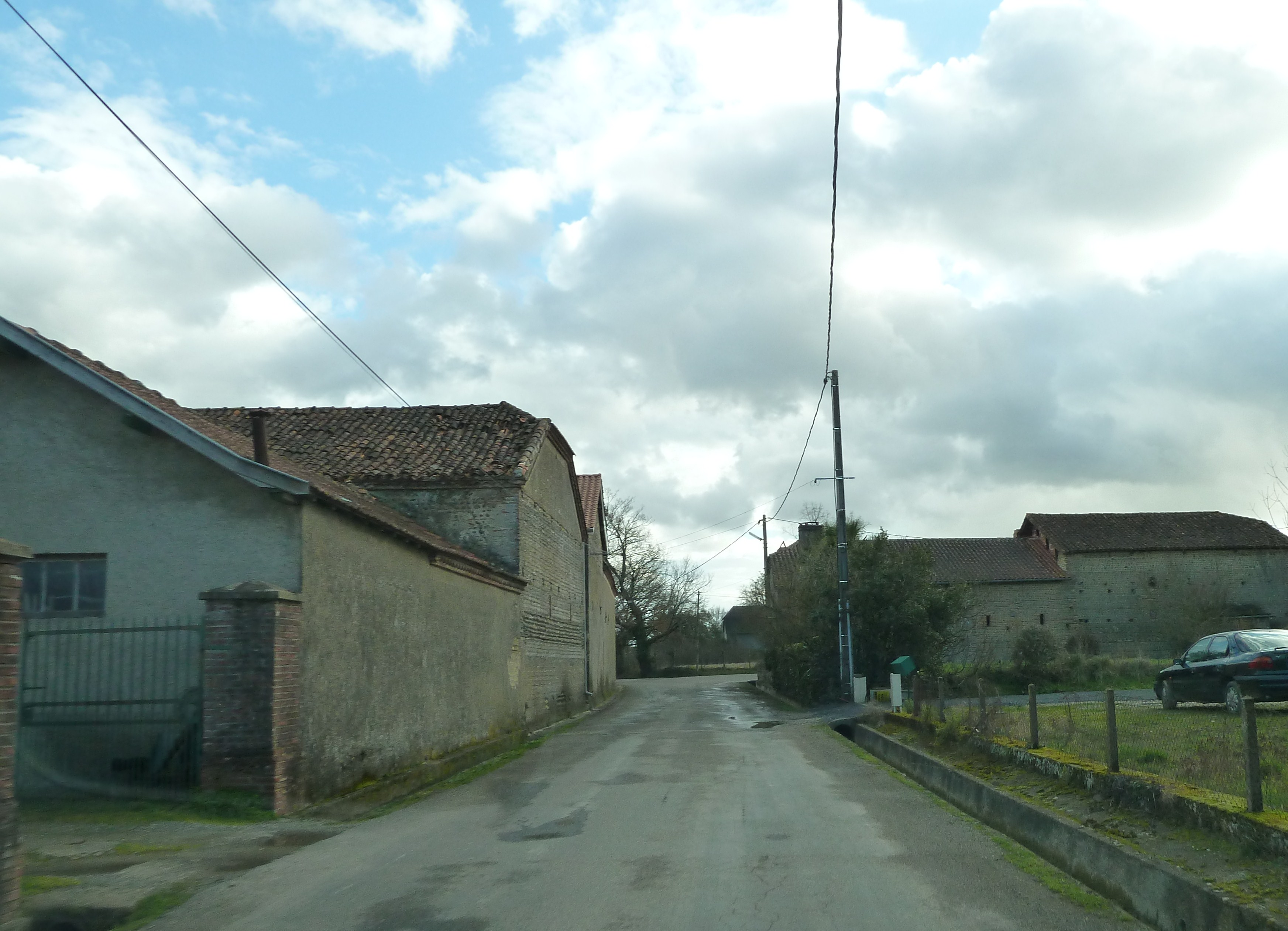
Caixon vue 1.
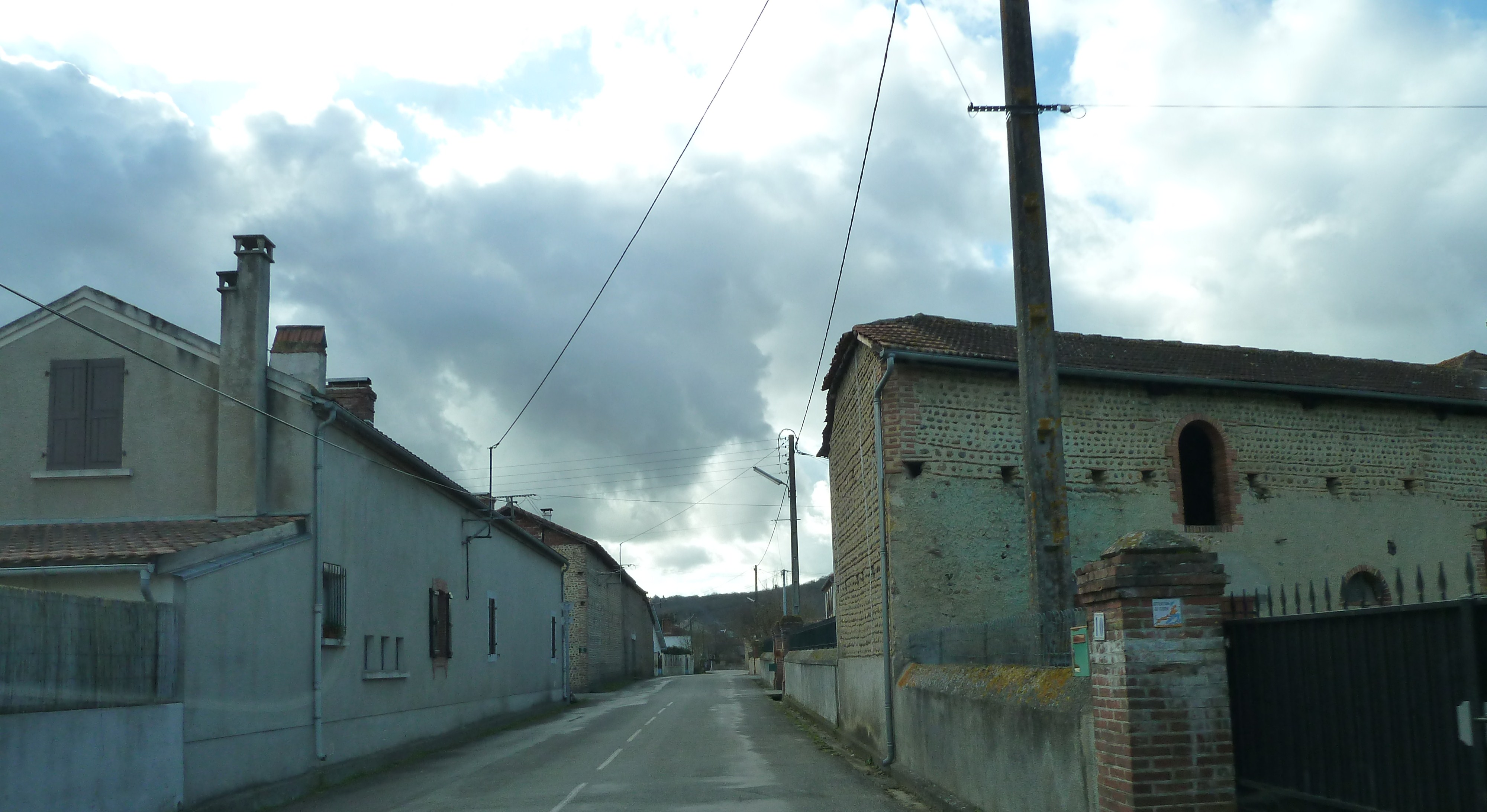
Caixon vue 2.
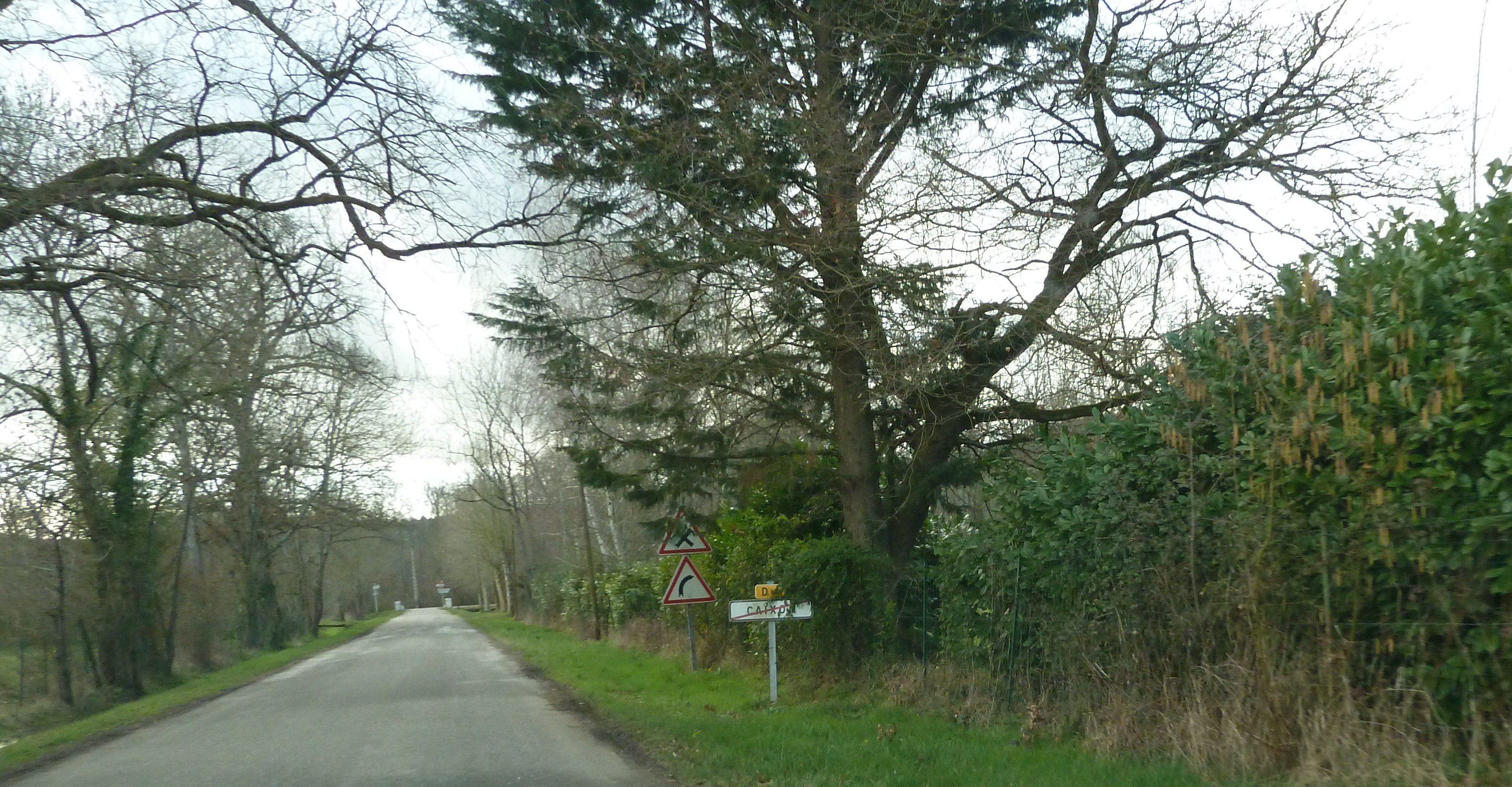
Sortie de Caixon.
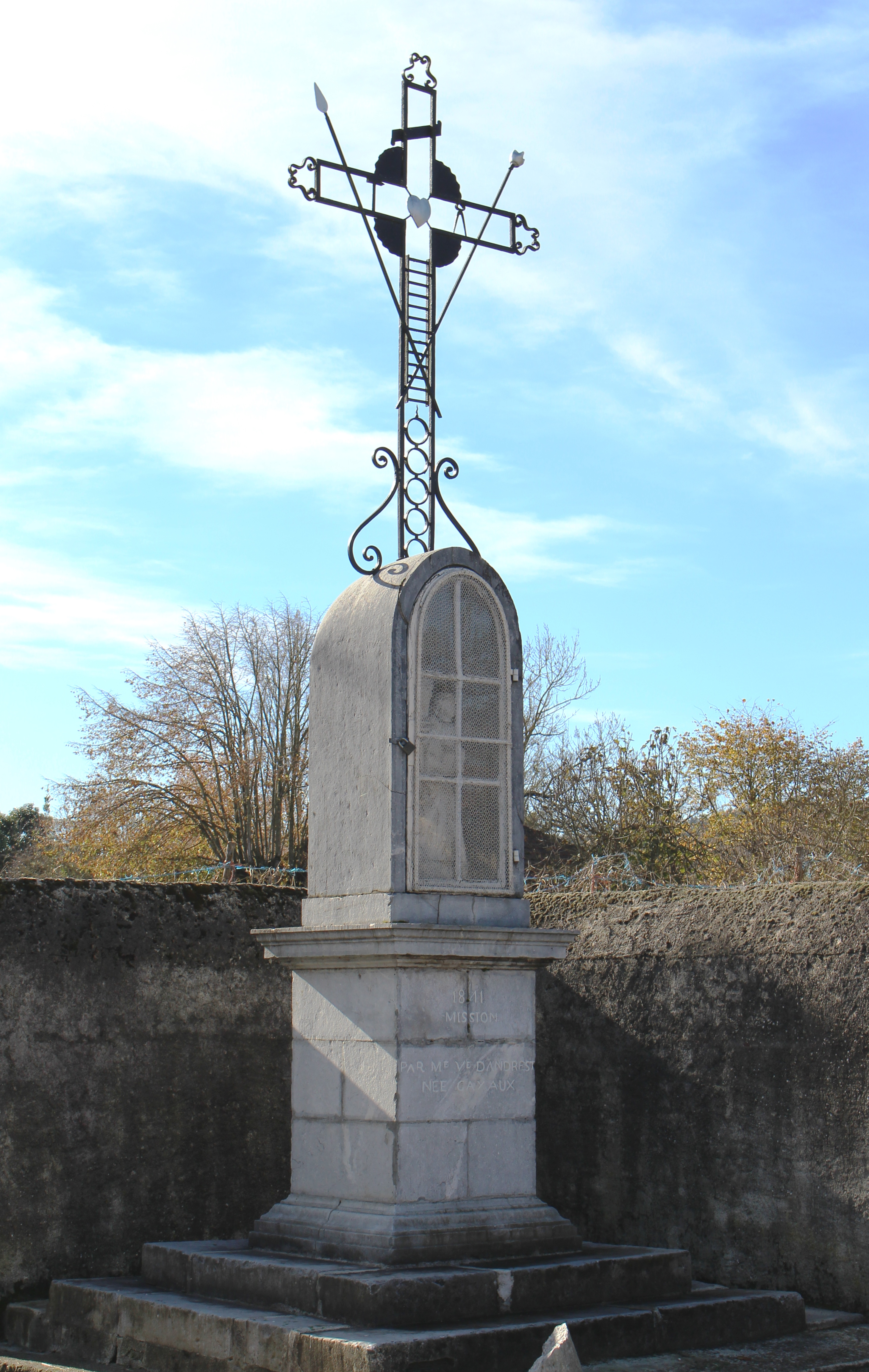
Une croix.

### Voies de communication et transports
Cette commune est desservie par les routes départementales D 4, D 7 et D 60.

### Risques majeurs
Le territoire de la commune de Caixon est vulnérable à différents aléas naturels : météorologiques (tempête, orage, neige, grand froid, canicule ou sécheresse), inondations, mouvements de terrains et séisme (sismicité modérée). Un site publié par le BRGM permet d'évaluer simplement et rapidement les risques d'un bien localisé soit par son adresse soit par le numéro de sa parcelle.
Certaines parties du territoire communal sont susceptibles d’être affectées par le risque d’inondation par débordement de cours d'eau, notamment le Lys et le canal de Luzerte. La cartographie des zones inondables en ex-Midi-Pyrénées réalisée dans le cadre du XIe Contrat de plan État-région, visant à informer les citoyens et les décideurs sur le risque d’inondation, est accessible sur le site de la DREAL Occitanie. La commune a été reconnue en état de catastrophe naturelle au titre des dommages causés par les inondations et coulées de boue survenues en 1982, 1999, 2009 et 2014 et au titre des inondations par remontée de nappe en 2014,.
Caixon est exposée au risque de feu de forêt. Un plan départemental de protection des forêts contre les incendies a été approuvé par arrêté préfectoral le 21 avril 2020 pour la période 2020-2029. Le précédent couvrait la période 2007-2017. L’emploi du feu est régi par deux types de réglementations. D’abord le code forestier et l’arrêté préfectoral du 27 octobre 2014, qui réglementent l’emploi du feu à moins de 200 m des espaces naturels combustibles sur l’ensemble du département. Ensuite celle établie dans le cadre de la lutte contre la pollution de l’air, qui interdit le brûlage des déchets verts des particuliers. L’écobuage est quant à lui réglementé dans le cadre de commissions locales d’écobuage (CLE)

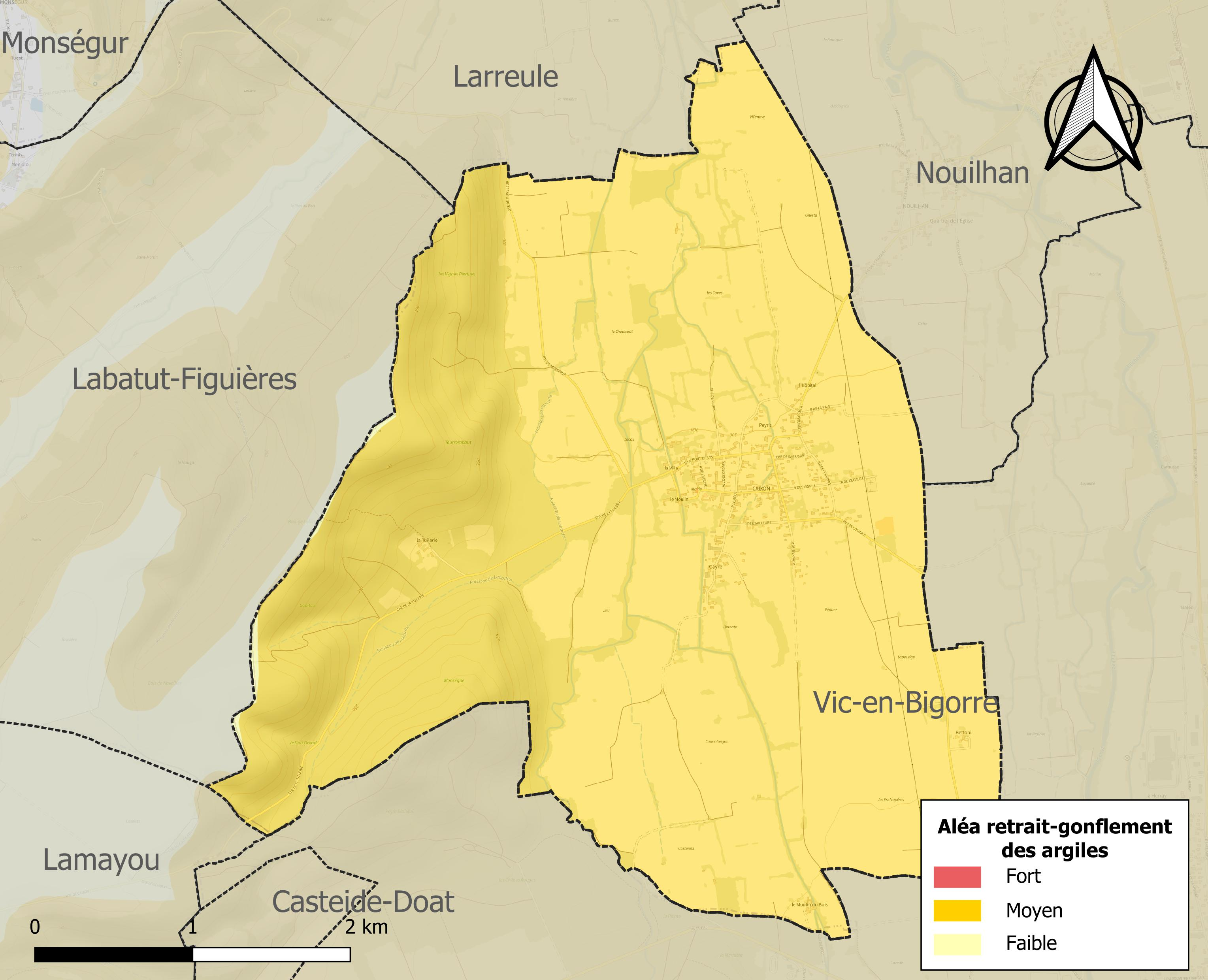
Carte des zones d'aléa retrait-gonflement des sols argileux de Caixon.

Les mouvements de terrains susceptibles de se produire sur la commune sont des tassements différentiels.
Le retrait-gonflement des sols argileux est susceptible d'engendrer des dommages importants aux bâtiments en cas d’alternance de périodes de sécheresse et de pluie. 99,8 % de la superficie communale est en aléa moyen ou fort (44,5 % au niveau départemental et 48,5 % au niveau national). Sur les 163 bâtiments dénombrés sur la commune en 2019, 163 sont en aléa moyen ou fort, soit 100 %, à comparer aux 75 % au niveau départemental et 54 % au niveau national. Une cartographie de l'exposition du territoire national au retrait gonflement des sols argileux est disponible sur le site du BRGM,.
Par ailleurs, afin de mieux appréhender le risque d’affaissement de terrain, l'inventaire national des cavités souterraines permet de localiser celles situées sur la commune.
Concernant les mouvements de terrains, la commune a été reconnue en état de catastrophe naturelle au titre des dommages causés par des mouvements de terrain en 1999.

## Toponymie

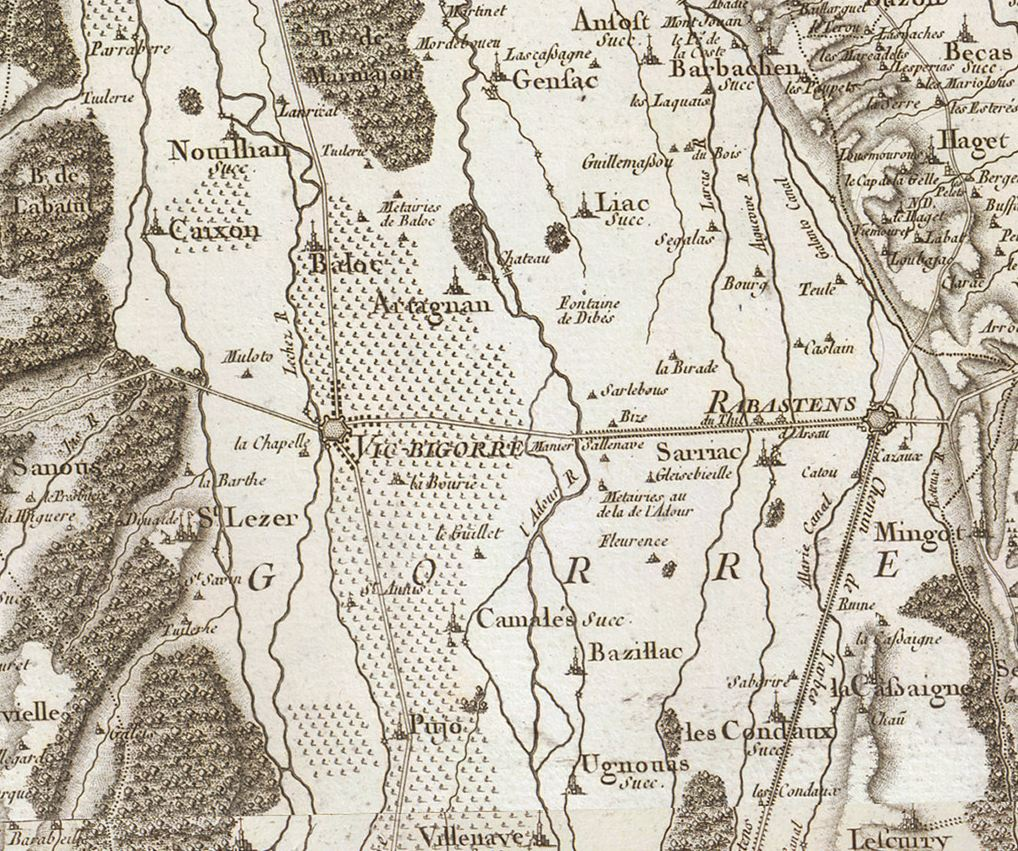
Extrait de la carte de Cassini (entre 1756 et 1789) situant Caixon au nord de Vic-en-Bigorre.

On trouvera les principales informations dans le Dictionnaire toponymique des communes des Hautes Pyrénées de Michel Grosclaude et Jean-François Le Nail qui rapporte les dénominations historiques du village :
Dénominations historiques :
- De Caysho (XIIe siècle, cartulaire Bigorre) ;
- De Caysso (ibid.) ;
- De Caixo, A Caixo (ibid.) ;
- A Cayso (v. 1200-1230, ibid.) ;
- de Cayshone, latin (1300, enquête Bigorre ; 1313, Debita regi Navarre) ;
- de Cayshono, latin (ibid.) ;
- de Caxonio, de Caxono, latin (1342, pouillé de Tarbes) ;
- Caxon, Caixon (1429, censier Bigorre) ;
- Caisson (1790, Département 2) ;
- Caixon (fin XVIIIe siècle, carte de Cassini).

Étymologie : nom de personnage latin Cassius et suffixe onem (équivalent à anum).
Nom occitan : Caishon.

## Histoire
Caixon a vraisemblablement pour origine le domaine gallo-romain de Cassius. Au XIIe siècle, le village comprenait le château, l'église, un enclos ecclésial, un moulin. Caixon a été la résidence de l'évêque de Bigorre dont il fut la propriété, comme Marseillan, jusqu'en 1598.

Le village a souffert des guerres de Religion au XVIe siècle. En 1569, les troupes calvinistes du comte de Montgommery, lieutenant général de la reine de Navarre Jeanne d'Albret, ravagèrent le pays en faisant route de Maubourguet à Tarbes, brûlant l'église.

Au début du XXe siècle, la commune se signalait par l'existence de quatre tuileries employant une cinquantaine d'ouvriers, tant et si bien que les habitants étaient désignés comme Los teulèrs : « les tuiliers ».

### Cadastre napoléonien de Caixon
Le plan cadastral napoléonien de Caixon est consultable sur le site des archives départementales des Hautes-Pyrénées.

## Politique et administration

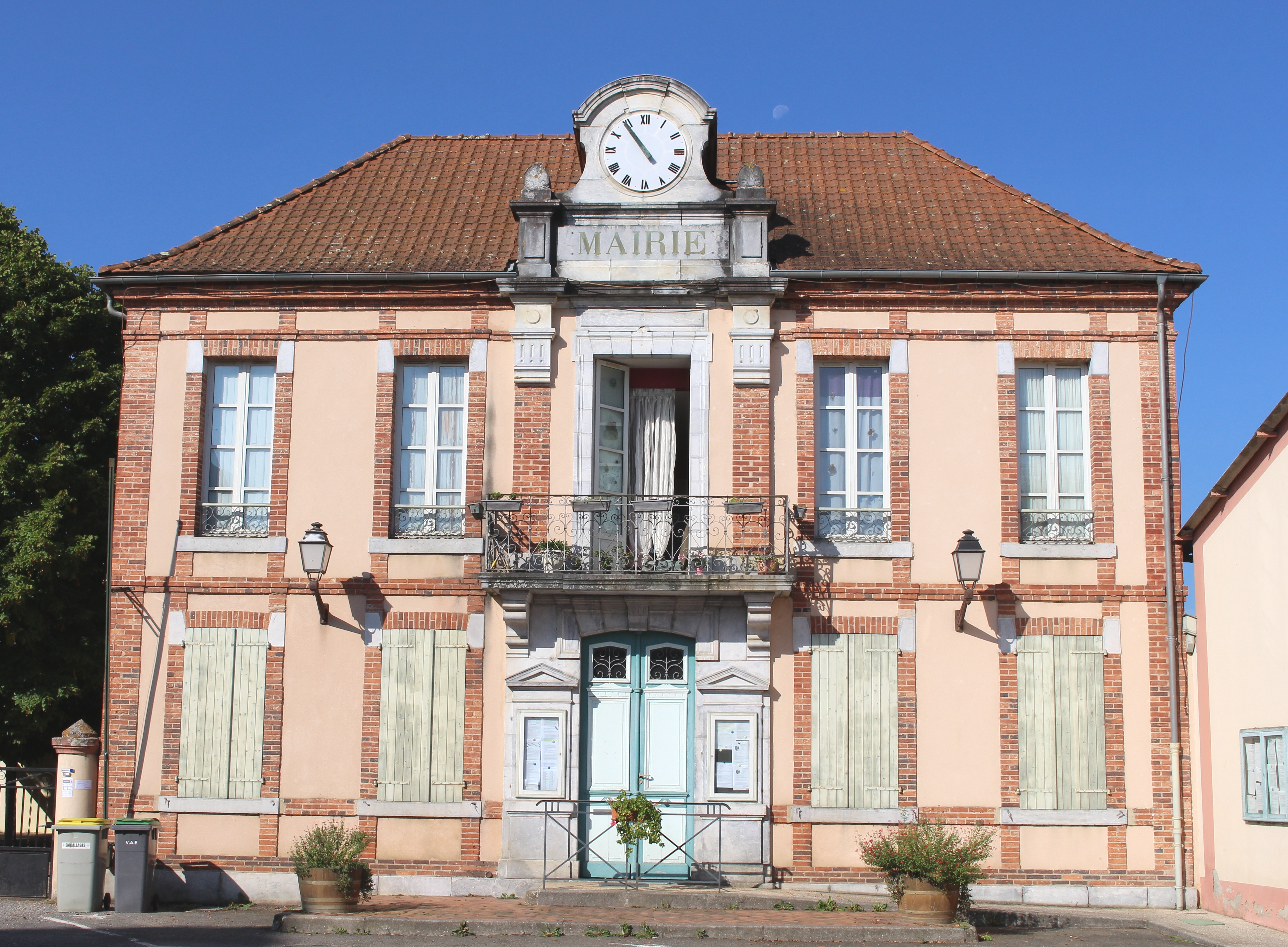
La mairie en 2016.

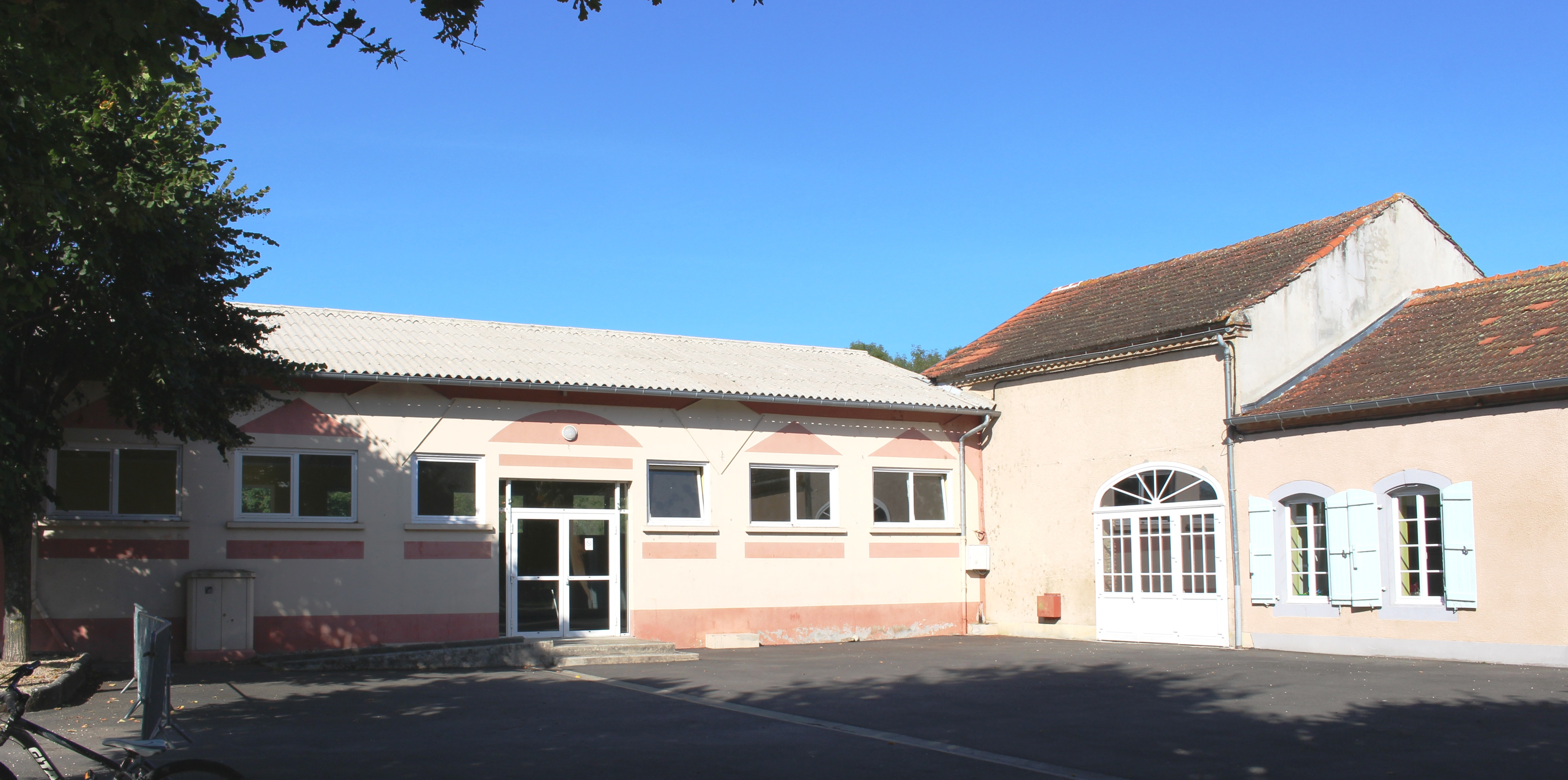
Le foyer rural en 2016

### Liste des maires
| Période                                  | Période   | Identité            | Étiquette | Qualité |
| ---------------------------------------- | --------- | ------------------- | --------- | ------- |
| Les données manquantes sont à compléter. |           |                     |           |         |
|                                          |           |                     |           |         |
| avant 1995                               | 2001      | André Dupierris     | DVD       |         |
| mars 2001                                | mars 2008 | Edmond Simonian     |           |         |
| mars 2008                                | juin 2009 | Jean-Claude Battoue |           |         |
| juin 2009                                | mars 2020 | Elisabeth Vignaux   | SE        |         |
| mars 2020                                | en cours  | Aurélien Simonet    |           |         |

### Rattachements administratifs et électoraux

#### Historique administratif
Pays et sénéchaussée de Bigorre, quarteron de Vic, baronnie de Caixon, canton de Vic-en-Bigorre (1790).

#### Intercommunalité
Caixon appartient à la communauté de communes Adour Madiran créée en janvier 2017 qui a la particularité de réunir 72 communes de Bigorre et Béarn.

## Population et société

### Démographie

#### Évolution démographique

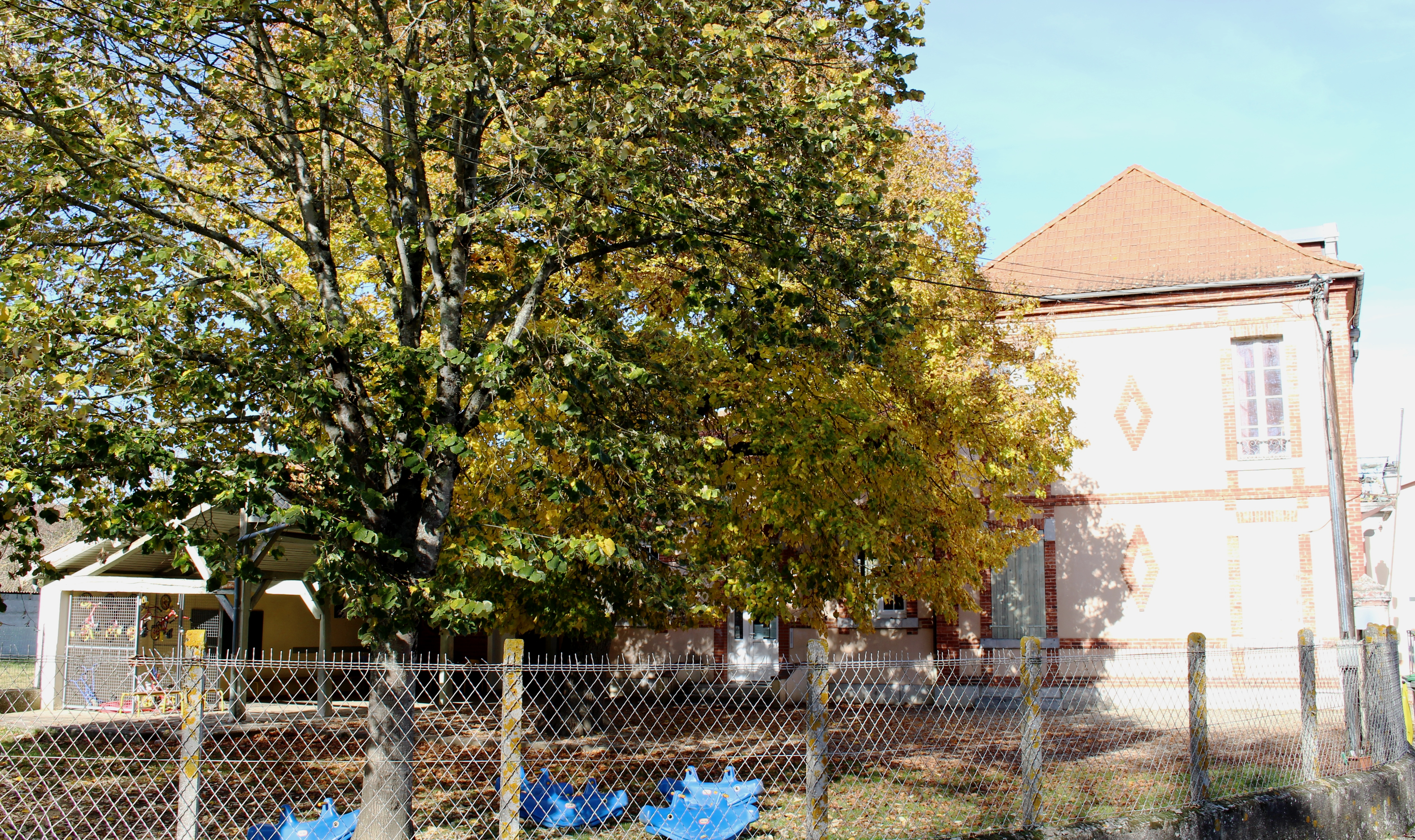
L’école primaire en 2017.

L'évolution du nombre d'habitants est connue à travers les recensements de la population effectués dans la commune depuis 1793. Pour les communes de moins de 10 000 habitants, une enquête de recensement portant sur toute la population est réalisée tous les cinq ans, les populations de référence des années intermédiaires étant quant à elles estimées par interpolation ou extrapolation. Pour la commune, le premier recensement exhaustif entrant dans le cadre du nouveau dispositif a été réalisé en 2005.

En 2022, la commune comptait 346 habitants, en évolution de −7,98 % par rapport à 2016 (Hautes-Pyrénées : +1,59 %, France hors Mayotte : +2,11 %).
| 1793 | 1800 | 1806 | 1821 | 1831 | 1836 | 1841 | 1846 | 1851 |
| ---- | ---- | ---- | ---- | ---- | ---- | ---- | ---- | ---- |
| 328  | 348  | 424  | 414  | 464  | 541  | 553  | 562  | 561  |

| 1856 | 1861 | 1866 | 1876 | 1881 | 1886 | 1891 | 1896 | 1901 |
| ---- | ---- | ---- | ---- | ---- | ---- | ---- | ---- | ---- |
| 542  | 540  | 550  | 578  | 539  | 502  | 472  | 487  | 481  |

| 1906 | 1911 | 1921 | 1926 | 1931 | 1936 | 1946 | 1954 | 1962 |
| ---- | ---- | ---- | ---- | ---- | ---- | ---- | ---- | ---- |
| 512  | 514  | 387  | 370  | 357  | 331  | 313  | 322  | 359  |

| 1968 | 1975 | 1982 | 1990 | 1999 | 2005 | 2006 | 2010 | 2015 |
| ---- | ---- | ---- | ---- | ---- | ---- | ---- | ---- | ---- |
| 356  | 342  | 304  | 350  | 377  | 383  | 388  | 404  | 378  |

| 2020 | 2022 | - | - | - | - | - | - | - |
| ---- | ---- | - | - | - | - | - | - | - |
| 358  | 346  | - | - | - | - | - | - | - |

### Enseignement
La commune dépend de l'académie de Toulouse. Elle dispose d’une école en 2017.
- École primaire.

## Économie

### Revenus
En 2018, la commune compte 146 ménages fiscaux, regroupant 363 personnes. La médiane du revenu disponible par unité de consommation est de 20 260 € (20 420 € dans le département).

### Emploi
|                | 2008  | 2013   | 2018   |
| -------------- | ----- | ------ | ------ |
| Commune        | 8,2 % | 13,2 % | 11,5 % |
| Département    | 7,7 % | 9,4 %  | 9,8 %  |
| France entière | 8,3 % | 10 %   | 10 %   |

En 2018, la population âgée de 15 à 64 ans s'élève à 230 personnes, parmi lesquelles on compte 72,9 % d'actifs (61,4 % ayant un emploi et 11,5 % de chômeurs) et 27,1 % d'inactifs,. En  2018, le taux de chômage communal (au sens du recensement) des 15-64 ans est supérieur à celui de la France et du département, alors qu'il était inférieur à celui de la France en 2008.
La commune fait partie de la couronne de l'aire d'attraction de Tarbes, du fait qu'au moins 15 % des actifs travaillent dans le pôle,. Elle compte 31 emplois en 2018, contre 34 en 2013 et 34 en 2008. Le nombre d'actifs ayant un emploi résidant dans la commune est de 145, soit un indicateur de concentration d'emploi de 21,3 % et un taux d'activité parmi les 15 ans ou plus de 53,8 %.
Sur ces 145 actifs de 15 ans ou plus ayant un emploi, 15 travaillent dans la commune, soit 10 % des habitants. Pour se rendre au travail, 94,2 % des habitants utilisent un véhicule personnel ou de fonction à quatre roues, 1,5 % les transports en commun, 3,7 % s'y rendent en deux-roues, à vélo ou à pied et 0,7 % n'ont pas besoin de transport (travail au domicile).

## Culture locale et patrimoine

### Lieux et monuments

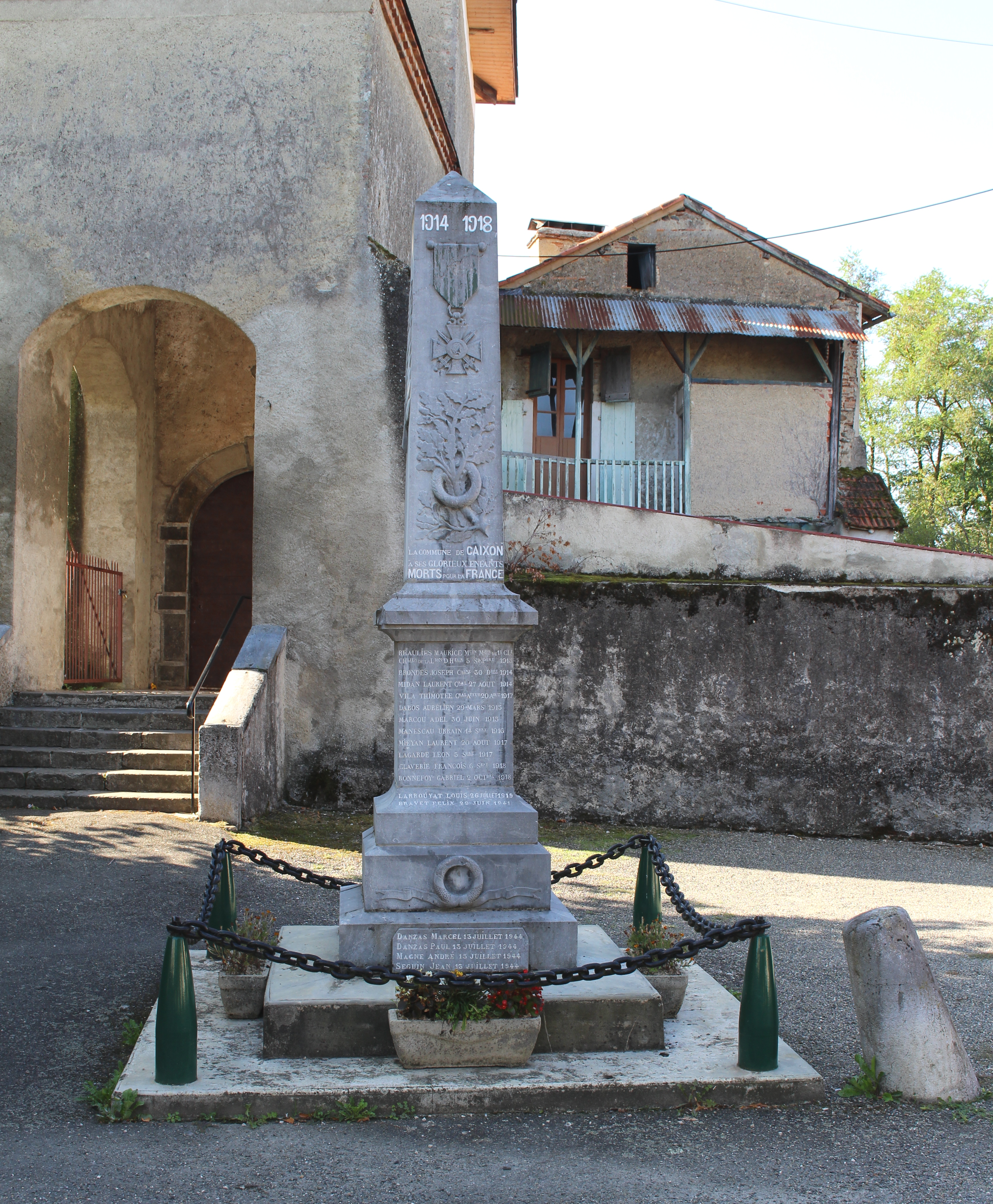
Le monument aux morts municipal.

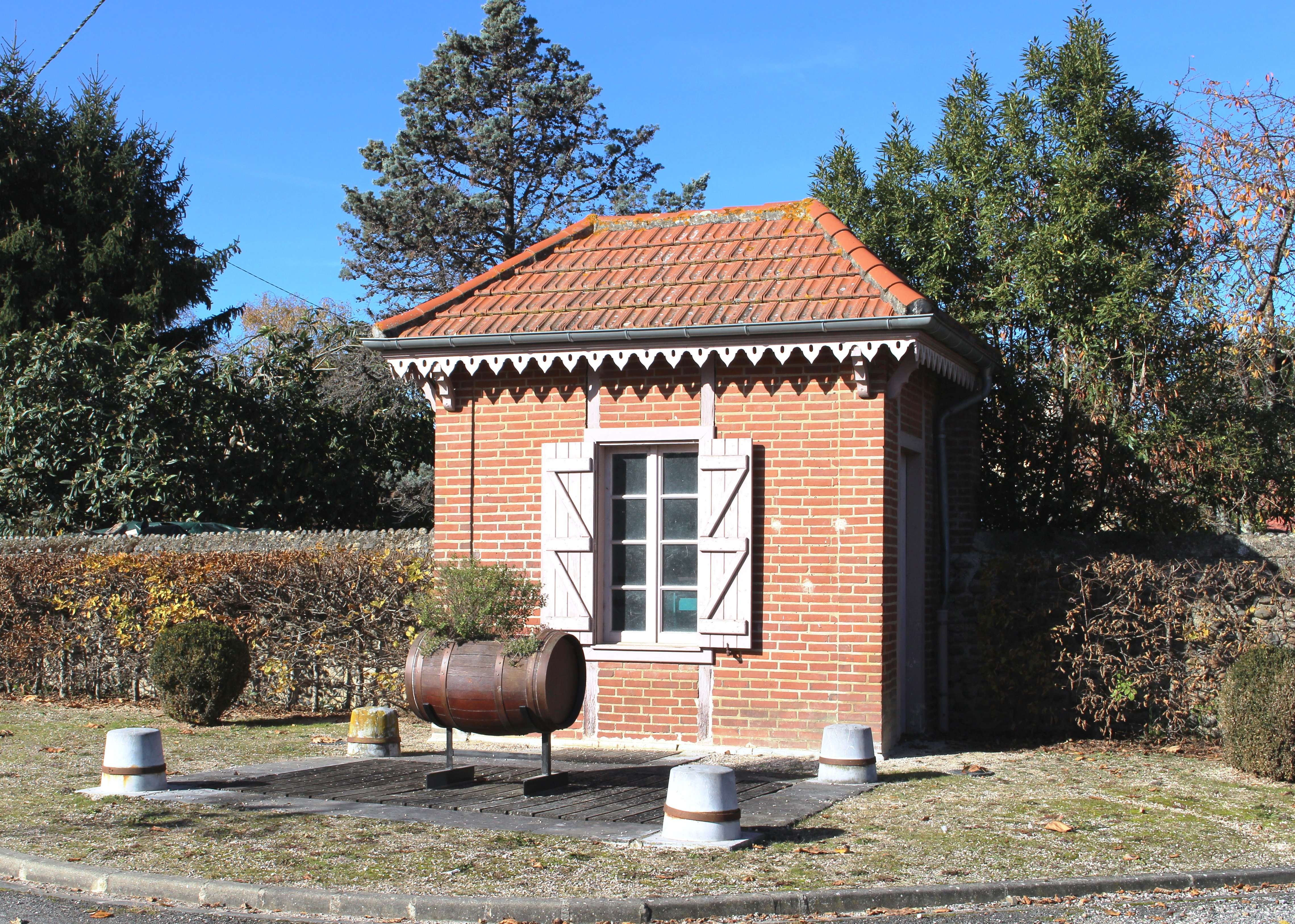
La bascule.

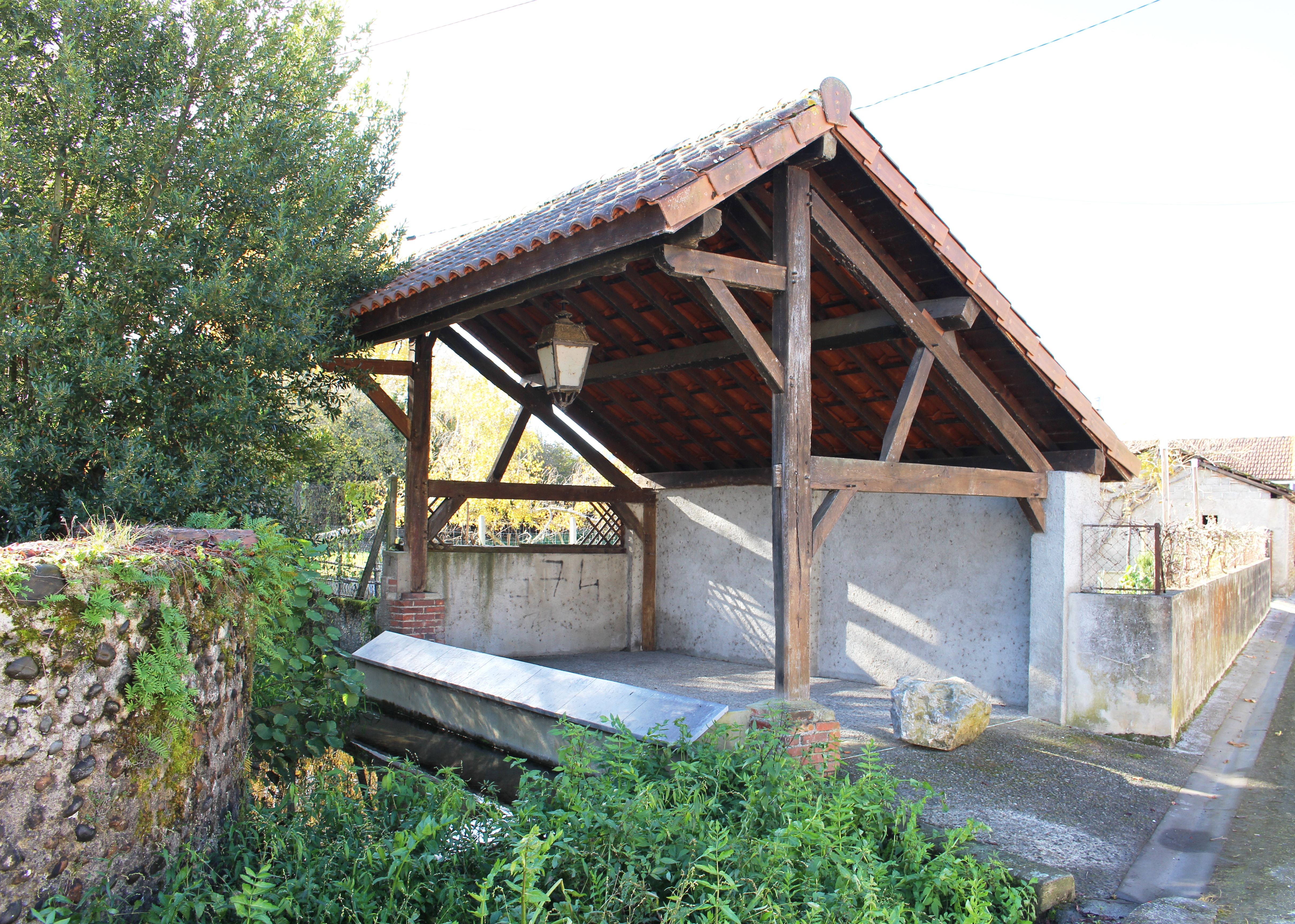
Le lavoir en 2017.

#### Patrimoine civil
- L'ancienne bascule, comme le lavoir, restent les témoins de la vie rurale d'autrefois dans le village.

#### Patrimoine religieux
- L'église Notre-Dame-de-l'Assomption de Caixon présente une architecture remarquable de par l'originalité de son clocher. Quatre clochetons sont surmontés d'un clocher de forme hexagonale peu présent sur le territoire.

Le retable de cette même église est particulièrement remarquable. Il s'agit d'une œuvre baroque de Marc Ferrère. Il est constitué :
- d'un tabernacle représentant une scène de l'Apocalypse ;
- un autel tombeau symbolisant Jésus-Christ nourri par les oiseaux ;
- le panneau central est dédié à la Vierge Marie et à son assomption ;
- des colonnes torsadées dites colonnes salomoniques en référence au temple de Salomon.

L'église Notre-Dame-de-l'Assomption de Caixon est visitable.

Sélection de vues de l'église Notre-Dame-de-l'Assomption en 2016.
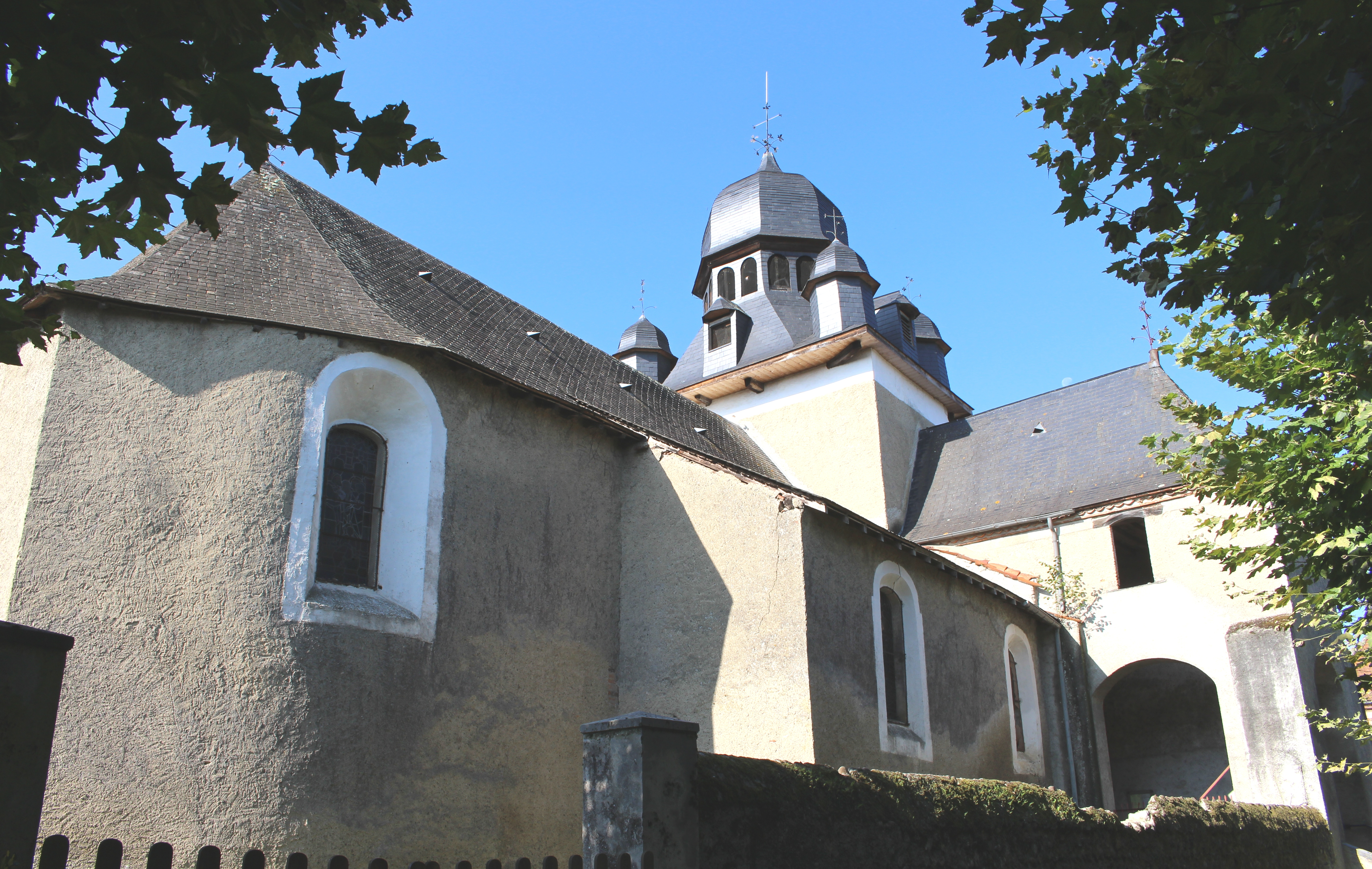
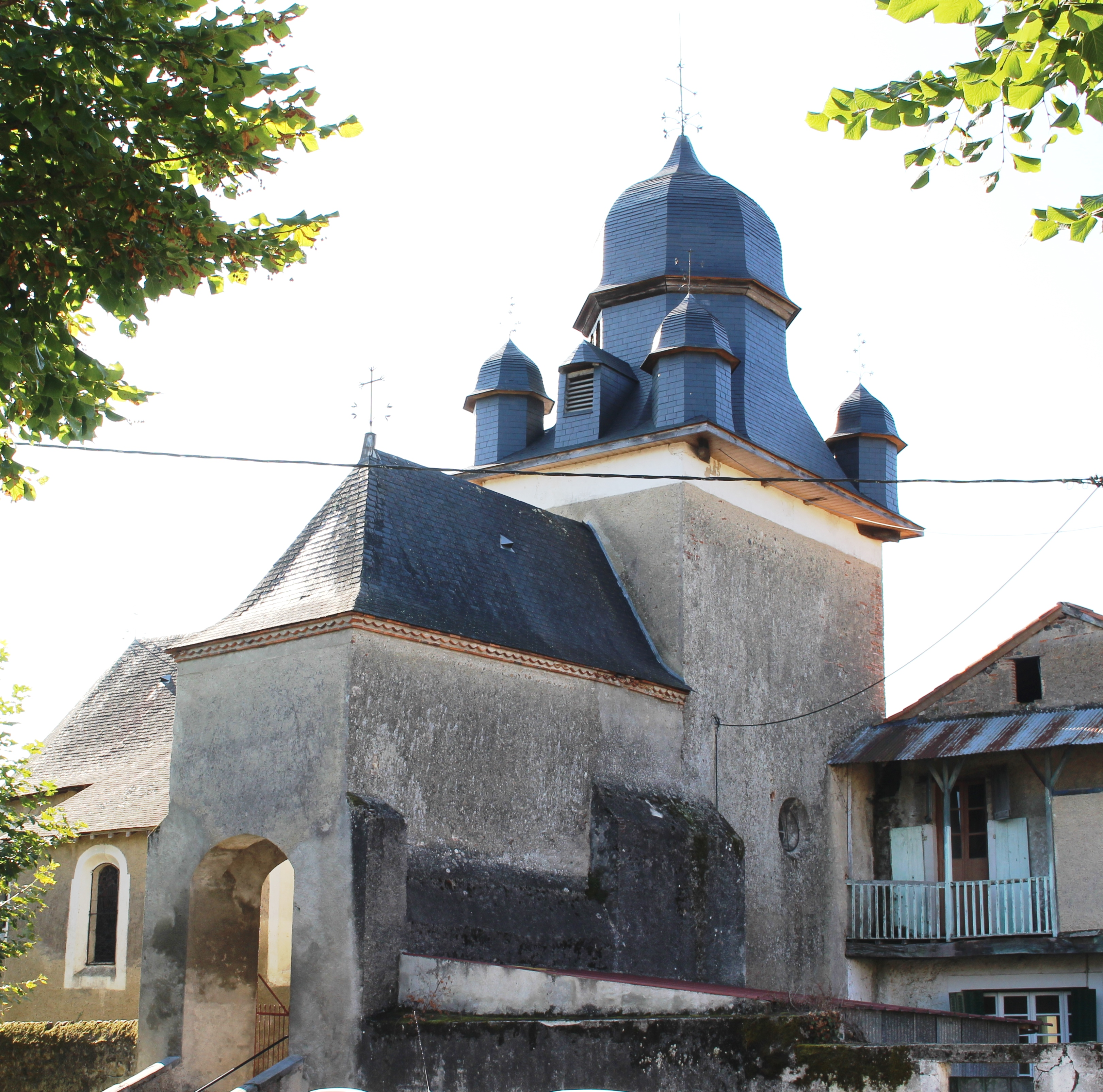

### Héraldique
| Blason | Blasonnement : Parti : au premier de pourpre à la crosse épiscopale d'or, au chef d'azur chargé d'une potence accostée de deux croisettes, le tout d'argent ; au second d'or au lion à la queue léopardée de gueules. |